# Salif Keïta Traoré
Salif Keïta Traoré (* 6. prosince 1946 nebo 8. prosince 1946, Bamako, Mali – 2. září 2023) byl malijský fotbalový útočník a reprezentant. S malijským národním týmem získal stříbrné medaile na Africkém poháru národů 1972.
V roce 1970 byl zvolen prvním Africkým fotbalistou roku (tehdy ocenění uděloval francouzský fotbalový časopis France Football).

V roce 1994 založil v Mali první profesionální fotbalové tréninkové centrum nazvané Centre Salif Keita. V letech 2005–2009 byl prezidentem Malijské fotbalové federace.

Guinejský režisér Cheik Doukouré natočil v roce 1994 film Le Ballon d'or inspirovaný životem Salifa Keïty.
Zemřel 2. září 2023 ve věku 76 let.

## Rodina
Keïtův synovec Seydou Keita je také úspěšný profesionální fotbalista. Mimo jiné hrál za FC Barcelona. Dalším jeho synovcem je fotbalista Mohamed Sissoko.